# Yonán (distrito)
Yonán é um distrito do Peru, departamento de Cajamarca, localizada na província de Contumazá.

## Transporte
O distrito de Yonán é servido pela seguinte rodovia:
- PE-8, que liga o distrito de Guadalupe (Região de la Libertad) à cidade de Cajamarca [1][2][3]